# Universidade Babeș-Bolyai
A Universidade Babeș-Bolyai (em romeno: Universitatea Babeș-Bolyai), ou UBB, é uma universidade situada na cidade de Cluj-Napoca, na Romênia. Com quase 50 000 estudantes, oferece mais de cem especializações diferentes em romeno, húngaro, alemão e inglês. A universidade recebeu o nome de dois importantes cientistas da Transilvânia, o matemático húngaro János Bolyai e o bacteriologista romeno Victor Babeș.